# Torsten in Queereteria
Torsten in Queereteria es la banda sonora del musical del mismo nombre, escrita por Barney Ashton-Bullock, con música de Christopher Frost y cantada íntegramente por Andy Bell, cantante de Erasure.
Esta es la tercera parte del musical Torsten the Bareback Saint.

## Listado de canciones
| N.º | Título                                                                                         | Duración |  |
| 1.  | «A Hundred Years Plus Today» (Comienza el primer acto: Act 1 : Remembrance, Youth and Beauty.) |          |  |
| 2.  | «You Stampede An Open Wound»                                                                   |          |  |
| 3.  | «Lowland Lowriders»                                                                            |          |  |
| 4.  | «I Am Of The Sea»                                                                              |          |  |
| 5.  | «Cabaret Awayday» (Comienza el segundo acto: Act 2 : The Hedonism And The Hurting.)            |          |  |
| 6.  | «Queereteria»                                                                                  |          |  |
| 7.  | «If We Want To Drink A Little (featuring Hazel O’Connor)»                                      |          |  |
| 8.  | «Thou Shalt Be My Vibe» (Comienza el tercer acto acto: Act 3 : Bitter Regrets.)                |          |  |
| 9.  | «Money With Menaces»                                                                           |          |  |
| 10. | «Let’s Be Sober Another Time»                                                                  |          |  |
| 11. | «Come And Taste My Breakdown»                                                                  |          |  |
| 12. | «To Know Good Men From Perverts» (Comienza el cuarto acto acto: Act 4 : To Mourn And To Miss.) |          |  |
| 13. | «We Hadn’t Slept For Twenty Years»                                                             |          |  |
| 14. | «Silence Is Golden»                                                                            |          |  |
| 15. | «Not Opting Out»                                                                               |          |  |

| Pista adicional en edición limitada de lujo |                                          |          |  |
| N.º                                         | Título                                   | Duración |  |
| 16.                                         | «I Don't Like (Bronski Beat Remix Edit)» | 3:30     |  |